# محمد ابوالعینین
محمد ابوالعینین (انگلیسی: Mohamed M. Abou El Enein; ۵ سپتامبر ۱۹۵۱ –) اهالی کسب‌وکار اهل مصر بود. او از سال ۱۹۹۵ به مدت بیش از ۱۵ سال نماینده مجلس بود. او همچنین در این مدت ریاست بسیاری از شرکت‌ها را بر عهده داشته و جوایز متعددی در بعلت فعالیت تجاری‌اش کسب کرده‌است.